# Không gian mêtric
Trong toán học, không gian mêtric là một tập hợp mà một khái niệm của khoảng cách (được gọi là mêtric) giữa các phần tử của tập hợp đã được định nghĩa.
Không gian mêtric gần gũi nhất với cách hiểu trực quan của con người là không gian Không gian Euclide 3 chiều. Khái niệm "mêtric" trong thực tế là sự tổng quát hóa của mêtric Euclide phát sinh từ 4 thuộc tính được biết đến lâu đời của khoảng cách Euclide. Không gian metric Euclide định nghĩa khoảng cách giữa 2 điểm bằng chiều dài theo đoạn thẳng nối chúng với nhau. Một không gian mêtric khác trong hình học Elíp và hình học hyperbolic, có khoảng cách trên quả cầu được đo bằng góc của một mêtric, và mô hình hyperboloid của hình học hyperbolic được dùng bởi thuyết tương đối hẹp với một không gian mêtric vận tốc.

## Sơ lược về không gian metric

### Định nghĩa không gian metric
Cho E là một tập hợp khác rỗng. Một ánh xạ {\displaystyle d:E\times E:\to \mathbb {R} } thỏa mãn:
1. d(x, y) ≥ 0, với mọi x,y {\displaystyle \in } E (tính phân biệt dương)
2. d(x, y) = 0 khi và chỉ khi x = y
3. d(x, y) = d(y, x), với mọi x,y {\displaystyle \in } E (tính đối xứng)
4. d(x, z) ≤ d(x, y) + d(y, z), với mọi x,y,z {\displaystyle \in } E (bất đẳng thức tam giác)

Khi đó d được gọi là khoảng cách hay một metric trên E và cặp (E,d) được gọi là một không gian mêtric. Không gian metric (E,d) thường được viết là E với d được hiểu ngầm khi không bị nhầm lẫn.

#### Một số metric thông dụng trong không gian Rn
Cho {\displaystyle x=(x_{1},x_{2},\ldots ,x_{n})}, {\displaystyle y=(y_{1},y_{2},\ldots ,y_{n})\in \mathbb {R} ^{n}}
{\displaystyle d(x,y)=\sum _{k=1}^{n}|x_{k}-y_{k}|}
{\displaystyle d(x,y)=[\sum _{k=1}^{n}(x_{k}-y_{k})}  p  {\displaystyle ]} 1/p , khi p=2, metric này gọi là metric Euclide.
{\displaystyle d(x,y)=\max _{1\leq k\leq n}|x_{k}-y_{k}|}
{\displaystyle d(x,y)={\begin{cases}0,&x=y\\1,&x\neq y\end{cases}}}  gọi là metric rời rạc.
{\displaystyle d(x,y)={\begin{cases}0,&x_{k}=y_{k}\\|x_{k}-y_{k}|,&x_{k}\neq y_{k}\end{cases}}} Với mọi {\displaystyle k\geq 2}.

#### Metric trên không gian hàm từ tậpAbất kỳ vào không gian metric(X,d)
Xác định bởi {\displaystyle d(f,g)=\sup _{x\in A}d(f(x),g(x))}.
Trong đó {\displaystyle f,g:A\to (X,d)}.

#### Metric trên không gian các hàm liên tục từ [a,b] vào R
Xác định bởi {\displaystyle d(f,g)=\int _{a}^{b}|f(x)-g(x)|\,dx}.
Trong đó {\displaystyle f,g:[a,b]\to \mathbb {R} } liên tục.

### Quả cầu mở, quả cầu đóng
Cho {\displaystyle X}là không gian metric và {\displaystyle a\in X} và r>0, theo định nghĩa :
- {\displaystyle B_{d}(a,r)=\{x\in X:d(a,x)<r\}} là quả cầu mở tâm a, bán kính r trong không gian metric (X,d).
- {\displaystyle B'_{d}(a,r)=\{x\in X:d(a,x)\leq r\}} là quả cầu đóng tâm a, bán kính r trong không gian metric (X,d).

Xét các bổ đề sau:

#### Bổ đề
Cho (X,d) là không gian metric, nếu {\displaystyle x\in X,r>0} thì {\displaystyle y\in B_{d}(x,r)} sẽ có tồn tại {\displaystyle \delta _{r}>0} sao cho:
{\displaystyle B_{d}(y,\delta _{r})\subset B_{d}(x,r)}.
Chứng minh:
Đặt {\displaystyle \delta =r-d(x,y)}, cần chứng minh {\displaystyle B(y,\delta )\subset B_{d}(x,r)}
Hay lấy  {\displaystyle z\in B_{d}(y,\delta )} bất kỳ, thì {\displaystyle d(y,z)<\delta }
Do đó {\displaystyle d(x,y)+d(y,z)<d(x,y)+\delta =d(x,y)+[r-d(x,y)]=r}
{\displaystyle \Rightarrow d(x,z)<d(x,y)+d(y,z)<r}
{\displaystyle \Rightarrow z\in B_{d}(x,r)\Rightarrow B_{d}(y,\delta )\subset B_{d}(x,r)}

#### Ví dụ về tập mở theo các metric trong R2
Cho {\displaystyle x=(x_{1},x_{2}),y=(y_{1},y_{2})} và các metric sau:
{\displaystyle d_{1}(x,y)=|x_{1}-y_{1}|+|x_{2}-y_{2}|}
{\displaystyle d_{2}(x,y)=[(x_{1}-y_{1})}2{\displaystyle +(x_{2}-y_{2})}2{\displaystyle ]}1/2
{\displaystyle d_{\infty }(x,y)=max\{|x_{1}-y_{1}|,|x_{2}-y_{2}|\}}
Khi đó các quả cầu mở tương ứng với các metric trên trong {\displaystyle \mathbb {R} ^{2}} lần lượt là: {\displaystyle B_{d_{1}}(0,1),B_{d_{2}}(0,1),B_{d_{\infty }}(0,1)} như hình vẽ:

### Topo sinh bởi metric

#### Định lý
Cho (X,d) là không gian metric, họ các quả cầu mở {\displaystyle {\mathfrak {B}}=\{B_{d}(a,r):a\in X,r>0\}} là cơ sở của topo trên X.
Chứng minh:
Điều cần chứng minh {\displaystyle {\mathfrak {B}}} là cơ sở
Với mỗi {\displaystyle x\in X} được chứa trong một tập của {\displaystyle {\mathfrak {B}}}. Dễ thấy {\displaystyle x\in B_{d}(x,r),\forall r>0}
Xét điều kiện thứ 2 cho một cơ sở được thỏa, cần chỉ ra rằng nếu {\displaystyle x\in B_{1}\cap B_{2}} và {\displaystyle B_{1},B_{2}\in {\mathfrak {B}}} thì có tồn tại {\displaystyle B_{3}\in {\mathfrak {B}}} sao cho {\displaystyle x\in B_{3}\subset B_{1}\cap B_{2}}.
Lấy {\displaystyle B_{1},B_{2}} là hai tập trong {\displaystyle {\mathfrak {B}}}, và giả sử {\displaystyle x\in B_{1}\cap B_{2}}. Khi đó theo bổ đề 1.2.1, tồn tại {\displaystyle \delta _{1},\delta _{2}>0} sao cho {\displaystyle B_{d}(x,\delta _{1})\subset B_{1}} và {\displaystyle B_{d}(x,\delta _{2})\subset B_{2}}. Đặt {\displaystyle \delta =min\{\delta _{1},\delta _{2}\}}. Khi đó {\displaystyle x\in B_{d}(x,\delta )\subset B_{1}\cap B_{2}} như yêu cầu.

#### Định nghĩa
Lấy (X,d) là không gian metric, topo sinh bởi cơ sở các quả cầu mở {\displaystyle {\mathfrak {B}}=\{B_{d}(a,r):a\in X,r>0\}} được gọi là topo sinh bởi metric (còn gọi là topo metric).

#### Định lý
Cho (X,d) là không gian metric, một tập {\displaystyle U\in X} là mở trong topo sinh bởi metric d nếu và chỉ nếu với mỗi {\displaystyle y\in U} tồn tại {\displaystyle \delta >0} sao cho {\displaystyle B_{d}(y,\delta )\subset U}.

### Khoảng cách từ 1 điểm đến 1 tập
Cho X,Y là hai không gian metric và {\displaystyle {x\in X}}, A là tập con trong X.
{\displaystyle d(x,A)=\inf _{a\in A}d(x,a)} được gọi là khoảng cách từ điểm x đến tập A theo đó {\displaystyle d(x,A)=0} khi và chỉ khi {\displaystyle x\in cl(A)} có thể kiểm chứng {\displaystyle d(x,A)} là metric và nó liên tục.

### Khoảng cách Hausdorff

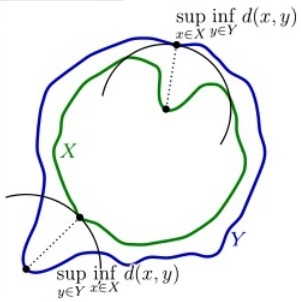
Ví dụ về khoảng cách Hausdorff

Cho X,Y là hai không gian metric và {\displaystyle {x\in X}}, A và B lần lượt là các tập con trong X,Y.
{\displaystyle d_{H}(A,B)=\max \left\{{\underset {a\in A}{\sup }}{\underset {b\in B}{\inf }}d\left(a,b\right),{\underset {b\in B}{\sup }}{\underset {a\in A}{\inf }}d\left(a,b\right)\right\}} được gọi là khoảng cách từ tập A đến tập B
Hay còn có thể viết rút gọn là:
{\displaystyle d_{H}(A,B)=\max \lbrace {\sup _{a\in A}d(a,B),\sup _{b\in B}d(b,A)\rbrace }}
Khoảng cách này cũng là một metric và được gọi là metric Hausdorff.
{\displaystyle d_{H}(A,B)=0} khi và chỉ khi {\displaystyle A\equiv B}

### Không gian metric tích
Không gian metric tích là không gian tích của tất cả các không gian metric, cụ thể: 
Cho {\displaystyle \left(X_{1},d_{1}\right),\left(X_{2},d_{2}\right),...,\left(X_{m},d_{m}\right)} là các không gian metric, định nghĩa {\displaystyle \left(X,d\right)=\left(X_{1}\times ...\times X_{m},d\left(d_{1},...,d_{m}\right)\right)} là không gian metric tích.
Cho {\displaystyle x_{1},y_{1}\in X_{1},....,x_{m},y_{m}\in X_{m}}.
Đặt {\displaystyle x=\left(x_{1},x_{2},...,x_{m}\right)} và {\displaystyle y=\left(y_{1},y_{2},...,y_{m}\right)\in X_{1}\times ...\times X_{m}} thì
{\displaystyle d\left(x,y\right)=d\left(d_{1}\left(x_{1},y_{1}\right),...,d_{m}\left(x_{m},y_{m}\right)\right)}
Ví dụ
Cho {\displaystyle \left\{\left(\mathbb {R} ,d_{k}\right)\right\}_{k={\overline {1,..,n}}}} là các không gian metric, định nghĩa metric tích trên {\displaystyle \mathbb {R} ^{n}} như sau:
{\displaystyle d\left(x,y\right)={\overset {n}{\underset {^{k=1}}{\sum }}}\left[{\dfrac {1}{2^{k}}}\left({\dfrac {d_{k}\left(x_{k},y_{k}\right)}{1+d_{k}\left(x_{k},y_{k}\right)}}\right)\right]}.
Kiểm tra được {\displaystyle d\left(x,y\right)} là metric trên {\displaystyle \mathbb {R} ^{n}}

## Một số ứng dụng của metric

### Trong lý thuyết thông tin: sự sai lệch các đoạn mã và ký tự
Với lượng thông tin khổng lồ được truyền qua điện thoại, Internet hay từ vệ tinh ngoài không gian đến Trái Đất,... Điều này cực kỳ quan trọng nếu đảm bảo sự nguyên vẹn của thông tin khi nhận được.

#### Khoảng cách Hamming
Khoảng cách Hamming là cái tên được đặt theo tên của Richard Hamming, người giới thiệu lý thuyết này trong tài liệu có tính cơ sở của ông về mã phát hiện lỗi và sửa lỗi (error-detecting and error-correcting codes). Nó được sử dụng trong kỹ thuật viễn thông để tính số lượng các bit trong một từ nhị phân (binary word) bị đổi ngược, như một hình thức để ước tính số lỗi xảy ra trong quá trình truyền thông, và vì thế, đôi khi, nó còn được gọi là khoảng cách tín hiệu (signal distance). Việc phân tích trọng lượng Hamming của các bit còn được sử dụng trong một số ngành, bao gồm lý thuyết tin học, lý thuyết mã hóa, và mật mã học. Tuy vậy, khi so sánh các dãy ký tự có chiều dài khác nhau, hay các dãy ký tự có xu hướng không chỉ bị thay thế đi, mà còn bị ảnh hưởng bởi dữ liệu bị chèn thêm vào, hoặc bị xóa đi, phương pháp đo đạc phức tạp hơn.
Trong lý thuyết thông tin, khi một thông tin được chuyển đi, ví dụ như khi gửi 1 tin nhắn, giả sử nó được mã hóa dưới dạng nhị phân gồm hữu hạn các dãy ký tự 0,1. n phần tử như vậy được gọi là 1 từ có chiều dài n.  
Mỗi từ có chiều dài n như vậy có thể xem như một vector có chiều dài n gồm toàn bộ các ký tự chỉ chứa những số  0 và 1. Tập tất cả các ký tự như vậy được viết là {\displaystyle V^{n}=\left\{\left(a_{1},a_{2},...,a_{n}\right)|\;a_{i}\in \left\{0,1\right\},1\leq i\leq n\right\}}. Do đó {\displaystyle V^{n}}  là tích của n cặp {\displaystyle \left\{0,1\right\}}.
Định nghĩa một metric giữa 2 từ trên tập này là số các vị trí mà tại đó chúng khác nhau.
Metric này được gọi là khoảng cách Hamming.
Ký hiệu là {\displaystyle D_{Ham}\left(\cdot ,\cdot \right)}
Ví dụ: Cho 2 đoạn mã nhị phân
{\displaystyle a=\left(0,0,1,1,0,1,0,0,1\right)} và
{\displaystyle b=\left(0,1,1,0,0,1,0,0,0\right)}.
Theo trên {\displaystyle a,b}  khác nhau ở các vị trí thứ 2,4 và 9 nên {\displaystyle D_{Ham}\left(a,b\right)=3}

### Đối với trình tự DNA (DNA Sequence) và trong khoa học máy tính
Như đã trình bày ở mục trên: "khi so sánh các dãy ký tự có chiều dài khác nhau, hay các dãy ký tự có xu hướng thay thế, mất, chèn,... phức tạp hơn, như khoảng cách Levenshtein (Levenshtein distance) là một phương pháp có tác dụng và thích hợp hơn."
Ngoài ra, trong các thuật toán của bộ môn khoa học máy tính, khái niệm khoảng cách Levenshtein thể hiện khoảng cách khác biệt giữa 2 chuỗi ký tự. Khoảng cách này được đặt theo tên Vladimir Levenshtein, người đã đề ra khái niệm này vào năm 1965. Nó được sử dụng trong việc tính toán sự giống và khác nhau giữa 2 chuỗi, như chương trình kiểm tra lỗi chính tả của winword spellchecker.

#### Khoảng cách Levenshtein
Khoảng cách Levenshtein giữa dãy x và y xác định bởi:
{\displaystyle D_{L}(x,y)=\min _{S}\lbrace {i_{S}+d_{S}+r_{S}\rbrace }}
Trong đó:
{\displaystyle i_{S}} (insertions in sequence) đại diện cho số các phần tử chèn vào trong dãy.
{\displaystyle d_{S}} (deletions in sequence) đại diện cho số phần tử bị xóa đi.
{\displaystyle r_{S}} (replacements in sequence) chỉ số những vị trí bị thay thế.
Ví dụ
Tính khoảng cách Levenshtein giữa 2 dãy DNA sau:
X= AGTTCGAATCC, Y=AGCTCAGGAATC 
Với X= AGTTCGAATCC
Thay thế T: {\displaystyle \;} AGCTCGAATCC
Thêm vào A: AGCTCAGAATCC
Thêm vào G: AGCTCAGGAATCC
Xóa đi C: {\displaystyle \qquad } AGCTCAGGAATC
Do đó, số tối thiểu các phép chèn, xoá đi và thay thế để biến đổi X thành Y hay khoảng cách Levenshtein giữa X và Y là:
{\displaystyle D_{L}(X,Y)=\min _{S}\lbrace {i_{S}+d_{S}+r_{S}\rbrace }=1+2+1=4}

## Một số tính chất, định nghĩa khác của không gian metric

### Một số định nghĩa liên quan

#### Định nghĩa
Cho {\displaystyle d_{1},d_{2}} là 2 metric trên X. 2 metric này gọi là tương đương nếu tồn tại {\displaystyle \alpha ,\beta >0} sao cho 
{\displaystyle \alpha d_{1}\left(x,y\right)<d_{2}\left(x,y\right)<\beta d_{1}\left(x,y\right)}.
Ví dụ
3 metric {\displaystyle d_{1}\left(x,y\right),d\left(x,y\right)} và {\displaystyle d_{\infty }\left(x,y\right)} là tương đương với nhau trên {\displaystyle \mathbb {R} ^{n}}:
2 metric {\displaystyle d\left(x,y\right)} và {\displaystyle d'\left(x,y\right)=\min \left\{1,d\left(x,y\right)\right\}} không tương đương với nhau trên X nhưng sinh ra cùng topo trên X
Cho {\displaystyle \left(X,d\right)} là không gian metric, một tập con {\displaystyle A\subset X} gọi là chặn theo d nếu tồn tại {\displaystyle \mu >0} sao cho {\displaystyle d\left(x,y\right)<\mu };{\displaystyle \forall } {\displaystyle x,y\in A}.
Nếu bản thân X bị chặn theo d thì nói d là metric bị chặn.
Cho {\displaystyle \left(X,d\right)} là không gian metric, một song ánh {\displaystyle f:\,X\rightarrow Y} được gọi là đẳng cấu đẳng cự (isometry) nếu {\displaystyle d_{X}\left(x,x'\right)=d_{Y}\left(f\left(x\right),f\left(x'\right)\right)}, {\displaystyle \forall } {\displaystyle x,x'\in X}
Nếu {\displaystyle f:\,X\rightarrow Y} là một isometry thì có thể nói các không gian metric X,Y là đẳng cự (isometric)
.
Cho {\displaystyle \left(X,d\right)} là không gian topo, X là không gian mêtric hóa được (metrizable) nếu tồn tại một metric d trên X mà nó sinh ra topo trên X .
Ví dụ: 
Xét topo Euclid trên đường tròn {\displaystyle S^{1}=\lbrace {(x,y)\in \mathbb {R} ^{2}:x^{2}+y^{2}=1\rbrace }} như một không gian con thừa hưởng topo Euclid trên mặt phẳng {\displaystyle \mathbb {R} ^{2}}.
Topo này metric hóa được do:
Một cơ sở trên {\displaystyle S^{1}\subset \mathbb {R} ^{2}} có được bằng cách giao các quả cầu mở trong {\displaystyle \mathbb {R} ^{2}} với {\displaystyle S^{1}}.
Xét metric trên {\displaystyle S^{1}} được xác định bằng cách đặt {\displaystyle d(p,q)=\min \lbrace {\phi :0\leq \phi \rbrace }} (tính theo radian) là góc không âm nhỏ nhất sao cho đường tròn điểm p và q trùng nhau.
Với metric này, các quả cầu mở sẽ là những khoảng mở trên đường tròn nên cơ sở của các quả cầu mở cho topo trên {\displaystyle S^{1}} sinh ra bởi {\displaystyle d} có cùng cơ sở như topo Euclid trên {\displaystyle S^{1}}.

### Các định lý

#### Định lý
Mọi không gian metric đều tách được theo (T.4).
Cho {\displaystyle \left(X,d_{X}\right)} và {\displaystyle \left(Y,d_{Y}\right)} là các không gian metric.
{\displaystyle f:X\rightarrow Y} là liên tục nếu và chỉ nếu với mỗi {\displaystyle x\in X,\epsilon >0} có {\displaystyle \delta >0} sao cho
nếu {\displaystyle x'\in X} và {\displaystyle d_{X}\left(x,x'\right)<\delta } thì {\displaystyle d_{Y}\left(f\left(x\right),f\left(x'\right)\right)<\epsilon }.
Ngoài ra, định nghĩa sự liên tục của hàm {\displaystyle f} theo định nghĩa tập mở:
Nếu {\displaystyle f:X\rightarrow Y} liên tục thì với mọi {\displaystyle U} mở trong {\displaystyle Y} thì {\displaystyle f^{-1}(U)} mở trong {\displaystyle X}.
Cho d,d'  là metric trên không gian X, với {\displaystyle \tau ,\tau '} lần lượt là các topo sinh bởi 2 metric trên. Khi đó, {\displaystyle \tau '} mịn hơn {\displaystyle \tau } nếu và chỉ nếu với mỗi {\displaystyle x\in X} và {\displaystyle \epsilon >0}, thì có {\displaystyle \delta >0} sao cho {\displaystyle B_{d'}\left(x,\delta \right)\subset B_{d}\left(x,\epsilon \right)}
Chứng minh:
Xét chiều {\displaystyle \left(\Rightarrow \right)}. Giả sử {\displaystyle \tau '} mịn hơn {\displaystyle \tau }.
Khi đó mỗi tập mở trong {\displaystyle \tau } là mở trong {\displaystyle \tau '}, hay {\displaystyle \forall } {\displaystyle x\in X}, {\displaystyle \epsilon >0},{\displaystyle B_{d}\left(x,\epsilon \right)} mở trong {\displaystyle \tau } do đó mở trong {\displaystyle \tau '}
Do {\displaystyle B_{d}\left(x,\epsilon \right)} mở trong {\displaystyle \tau '} và chứa 'x'.
Theo Định lý 1.3.1 thì có {\displaystyle \delta >0} sao cho {\displaystyle B_{d'}\left(x,\delta \right)\subset B_{d}\left(x,\epsilon \right)}
Xét chiều {\displaystyle \left(\Leftarrow \right)} với mỗi {\displaystyle x\in X},{\displaystyle \epsilon >0}, tồn tại {\displaystyle \delta >0} sao cho {\displaystyle B_{d'}\left(x,\delta \right)\subset B_{d}\left(x,\epsilon \right)}.
Cần chứng minh {\displaystyle \tau '} mịn hơn {\displaystyle \tau }.
Lấy 'U' mở trong {\displaystyle \tau }, điều cần chứng minh nó mở trong {\displaystyle \tau '}.
Lấy {\displaystyle x\in U} bất kỳ, do {\displaystyle U} mở trong {\displaystyle \tau } nên theo Định lý 1.3.1 thì có {\displaystyle \epsilon >0} sao cho {\displaystyle B_{d}\left(x,\epsilon \right)\subset U}
Giả sử có {\displaystyle \delta >0} sao cho {\displaystyle B_{d'}\left(x,\delta \right)\subset B_{d}\left(x,\epsilon \right)\subset U}, hay {\displaystyle B_{d'}\left(x,\delta \right)\subset U}.
Điều này dẫn đến với mỗi {\displaystyle x\in U}, có một {\displaystyle \delta >0} sao cho {\displaystyle B_{d'}\left(x,\delta \right)\subset U}.
Theo Định lý 1.3.1, {\displaystyle U} mở trong {\displaystyle \tau '} (điều phải chứng minh)

#### Định lý 3.2.4
Nếu {\displaystyle \left(X,d\right)} là không gian topo metric hóa và Y đồng phôi với X thì Y cũng metric hóa được.

#### Định lý 3.2.5
Một không gian metric là compact nếu và chỉ nếu mọi dãy đều có dãy con hội tụ. Hay:
Cho {\displaystyle (X,d)} là không gian metric, ta nói {\displaystyle X} compact nếu và chỉ nếu mọi dãy {\displaystyle \left(x_{n}\right)\in X} đều có dãy con {\displaystyle \left(x_{n_{m}}\right)} của {\displaystyle x_{n}} hội tụ trong {\displaystyle X}.

Hơn nữa, nếu {\displaystyle A\subset \mathbb {R} ^{n}} là tập con compact trong {\displaystyle \mathbb {R} ^{n}} với {\displaystyle \left(\mathbb {R} ^{n},d\right)} là không gian metric Euclide với topo Euclide thì {\displaystyle A} đóng và bị chặn.